# Michaelnbach
Michaelnbach – miejscowość i gmina w Austrii, w kraju związkowym Górna Austria, w powiecie Grieskirchen. Liczy 1 266 mieszkańców.